# Ciprus az olimpiai játékokon
Ciprus az 1980-as téli olimpiai játékokon vett részt először, azóta valamennyi olimpián képviseltette magát. Az ország első olimpikonja Anasztásziosz Andréu volt, aki az 1896-os játékokon görög színekben indult.
Az első érmeket Pávlosz Kondídisz szerezte 2012-ben és 2024-ben vitorlázásban.
Annak ellenére, hogy Észak-Ciprus kikiáltotta a függetlenségét, a NOB nem ismerte el, és nem vette fel tagjai közé, ezért jelenleg az észak-ciprusi sportolók a Ciprusi Köztársaság színeiben indulnak az olimpiákon.
A Ciprusi Olimpiai Bizottság 1974-ben alakult meg, a NOB 1978-ban vette fel tagjai közé.

## Éremtáblázatok

### Érmek a nyári olimpiai játékokon
| Olimpia              | Arany | Ezüst | Bronz | Összesen |
| 1980, Moszkva        | 0     | 0     | 0     | 0        |
| 1984, Los Angeles    | 0     | 0     | 0     | 0        |
| 1988, Szöul          | 0     | 0     | 0     | 0        |
| 1992, Barcelona      | 0     | 0     | 0     | 0        |
| 1996, Atlanta        | 0     | 0     | 0     | 0        |
| 2000, Sydney         | 0     | 0     | 0     | 0        |
| 2004, Athén          | 0     | 0     | 0     | 0        |
| 2008, Peking         | 0     | 0     | 0     | 0        |
| 2012, London         | 0     | 1     | 0     | 1        |
| 2016, Rio de Janeiro | 0     | 0     | 0     | 0        |
| 2020, Tokió          | 0     | 0     | 0     | 0        |
| 2024, Párizs         | 0     | 1     | 0     | 1        |
| Összesen             | 0     | 2     | 0     | 2        |

## Érmek sportáganként

### Érmek a nyári olimpiai játékokon sportáganként
| Ciprus érmei a nyári olimpiai játékokon sportáganként | Ciprus érmei a nyári olimpiai játékokon sportáganként | Ciprus érmei a nyári olimpiai játékokon sportáganként | Ciprus érmei a nyári olimpiai játékokon sportáganként | Az olimpiai zászlaja |

| Sportág    | Arany | Ezüst | Bronz | Összesen |
| ---------- | ----- | ----- | ----- | -------- |
| Vitorlázás | 0     | 2     | 0     | 2        |
| Összesen   | 0     | 2     | 0     | 2        |